# Sindrome di Coffin-Lowry
Per  sindrome di Coffin-Lowry  si intende un raro disordine genetico.

## Storia
La sindrome è stata scoperta inizialmente nel 1966 da Grange S. Coffin e poi studiata nel 1971 da Robert Brian Lowry: a loro si deve il nome del disordine genetico, chiamato con entrambi i loro nomi nel 1975. In seguito si indagò quale fosse la causa genetica, e grazie agli studi di Hanauer nel 1988 si arrivò in seguito a comprendere dell'interessamento del gene RSK2 nel 1996.

## Sintomatologia
Fra i sintomi e i segni clinici ritroviamo ritardo mentale, anomalie allo scheletro, ritardo della crescita delle osse e bassa statura; nel 10% dei casi si è visto un'improvvisa caduta del tono muscolare, cifosi e scoliosi.
Inoltre si sono evidenziati casi di cataplessia e cataratta.

## Eziologia
Le cause sono genetiche: i geni coinvolti sono mappati nella regione Xp22.2. Il gene RSK2 è responsabile sia di questa che di altre 70 forme simili.

## Diagnosi differenziale
Fra le patologie che hanno simili manifestazioni si riscontrano alcune sindromi fra cui: sindrome dell'X fragile, sindrome di Sotos e sindrome di Williams.